# Manuela León
Manuela León Guamán (Punín, 1844 - Riobamba, 8 de enero de 1872) fue una mujer libertaria ecuatoriana que participó como líder en la sublevación del pueblo indígena. Fue proclamada en el 2010 una heroína por la Asamblea Nacional de la República del Ecuador.

## Trayectoria
Nació, en la comunidad de San Francisco de Macshi, hoy conocida como Cachatón San Francisco (Hatun Kacha), hija de Hermenegildo León y de María Guamán, se inscribió su nacimiento en Punín, parroquia de Riobamba, en 1844.
Erase el año 1871 cuando las acciones de un grupo numeroso de indígenas pretendía recuperar lo que antes llamaban el Imperio Inca. Liderados por Manuela León (la rebelde) y Fernando Daquilema (el recién proclamado rey).
Los ideales de Manuela León la llevaron a encabezar acciones en defensa de los derechos igualitarios para su pueblo y detener el abuso y la opresión que provenía del gobierno de Gabriel García Moreno y a enfrentarse cara a cara contra los comandantes del bando enemigo.
Fue fusilada por sus actos el 8 de enero de 1872. Se cuenta que al preguntar el pelotón de fusilamiento si tenía algo que decir, ella respondió «Manapi», es decir, «nada» en su idioma.

## Reconocimientos
- Una calle en la ciudad de Quito lleva su nombre.
- Fue proclamada heroína por el Estado ecuatoriano, en el 2010.
- En Guayaquil existe un centro educativo comunitario intercultural bilingüe fiscal que, en su honor, lleva su nombre.[5]

## Títulos
| Predecesor: Julian Manzano Francisco Buñay | Líder del ejército Yaruquíe 18 de diciembre de 1871 - 28 de diciembre de 1871 | Sucesor: Fernando Daquilema |